# 国鉄C61形蒸気機関車
国鉄C61形蒸気機関車（こくてつC61がたじょうききかんしゃ）は、1947年（昭和22年）から1949年（昭和24年）にかけて製造された日本国有鉄道（国鉄）の急行旅客列車用テンダー式蒸気機関車である。D51形のボイラーを流用して製造された。愛称はシロクイチ。

## 改造までの経緯
戦後は旅客輸送需要が急増し、戦時中製造がストップしていた旅客用機関車が急激に不足したため、国鉄は戦前に製造していたC57形、C58形、C59形の追加製造を行うことを決定した。しかしGHQの許可なしに新造ができなかったため、実際に新造できた両数が少なく、機関車不足を解消できなかった。その一方で終戦により貨物輸送需要は逆に激減していたことから、苦肉の策として、余剰となっていた貨物用機関車のD51形とD52形を旅客用機に転用改造することとなった。既存車両の改造名義であれば、車両新造に比べて製造の制約が少なかったからである。
余剰車両が出ていたD52と比べ、D51はどこの幹線でも走れ、重たい旅客輸送に十分対応できたため、走らないのは余剰ではなく石炭不足や整備待ちが理由であった。特にD50に変わりD51が配置された機関区からの供出は容易でなく、財務担当と運転担当とのやりとりは大変であった。

## 製造・構造
三菱重工業および日本車輌製造の手により、計33両が製造された。本形式はD51形の改造名義ではあるが、流用したのはボイラーと一部の部品のみ。さらに、主に改造に回されたのは太平洋戦争末期に製造された品質が悪い車両であり、中にはボイラー流用は名目のみで新しいボイラーを製造した、完全な新造に近い車両もあった。走行部はC57形をベースに設計されているが車重は増加、C57の代替として製造された経緯から、同型式の入線線区に適応する水準に軸重を軽減するため、従輪を設計変更して2軸台車とした、2C2型の「ハドソン」と呼ばれる車軸配置となっている。
C61形と同時に改造が進められていたC62形はやはりハドソン型軸配置を採用しているが、こちらは途中で労働争議のために完成が遅れ、先にC61形が完成したため、日本初のハドソン機は本形式となった。
また、当時は日本国内で供給される石炭の質が非常に悪かったため、パワーを出し切るにはボイラーへの大量の石炭投入が必要であった。そこで、機関助士の労力を軽減するため、日本の機関車としては初めて自動給炭機（メカニカルストーカー）を採用した。
C62形と同様に、従台車の取り付けピン位置を変更することにより、動輪上軸重を軽減できる構造になっており、電化が進展した場合は、C58形などが運用されている丙線区へ転用可能な考慮がなされていたが、気動車の増備が進んだことなどもあり、実際に軸重軽減工事が施工されることはなかった。

## 運用

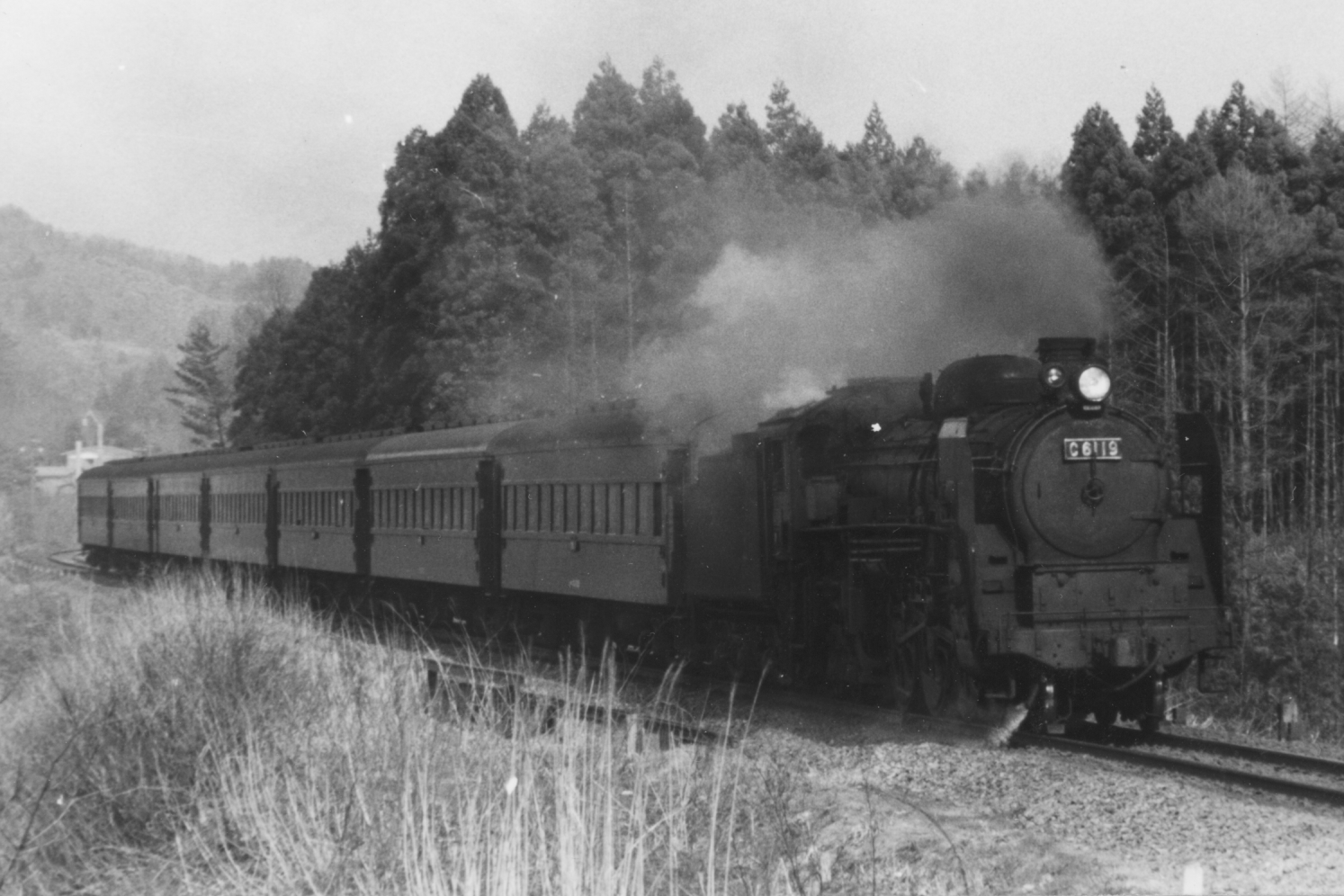
奥羽本線を行くC61 19

東北本線、常磐線、奥羽本線（秋田 - 青森間）、日豊本線、鹿児島本線という地方幹線に配属された本形式は旅客列車を中心に多くの列車を牽引した。性能や大きさからC57形やC60形と共通に運用されることもしばしばあった。C57形と比べた場合、ボイラー容量が格段に大きいため出力が上回っている反面、軸重とシリンダ牽引力で僅かに劣ったため、ボイラー容量がものを言う優等列車牽引では優位に立ったが、軸重とシリンダ牽引力が重要な普通列車牽引ではC57形の方が適していたと言われる。また、C60形と比べると、出力で若干上回る一方で牽引性能で劣っていたが、自動給炭装置が付いていたことは大きなアドバンテージで、優等列車牽引ではC61形が優位だった。最たる例は昭和30年代の東北本線仙台以北で、北海道連絡の特急・急行列車は基本的に仙台機関区のC61形が仙台 - 青森間を通しで牽引したのに対し、C60形は優等列車の盛岡以北の補機や普通列車の牽引が中心であった。
両数が少ない上に、主な運用の場が大都市から離れていたことから地味な存在ではあったが、東北初の特急「はつかり」の仙台 - 青森間、ならびに、東北初の寝台特急「はくつる」の同じく仙台 - 青森間（デビュー当初の「はつかり」、ならびに、「はくつる」の盛岡 - 青森間は、急勾配の十三本木峠越えの区間に備えて、C60形を前部補機として連結）や、東京 - 鹿児島（のちに西鹿児島）間を鹿児島本線経由で結んだ寝台特急「はやぶさ」の九州内をはじめ、東北本線や鹿児島本線などで数々の特急や急行を牽引していた。また、東北本線では、旅客列車以外にも、「北たから」といったコキ5500形などで編成された特急貨物列車や急行貨物列車を牽引することもあった。
なお、奥羽本線の秋田 - 青森間でも、C61 18を含む計8両が青森機関区に転属してきた1958年10月のダイヤ改正時から1960年代前半の時期にかけては、1960年（昭和35年）10月のダイヤ改正時から青森機関区に配置されるようになったC60形との共通運用で急行「日本海」などの牽引を担当し、その後、奥羽本線の秋田 - 青森間の客車編成の優等列車の牽引機が無煙化されてからも、引き続きC60形との共通運用で、普通列車や荷物列車を牽引した。
また、のちに動態保存機となったC61 2とC61 20を含めた最後の6両（他にC61 18・19・24・28の4両）は、1968年（昭和43年）10月のダイヤ改正で東北本線の盛岡 - 青森間の電化が完成してからは、1971年（昭和46年）10月に九州の日豊本線用として宮崎機関区に転属するまでは青森機関区に集中配置され、奥羽本線の秋田 - 青森間において普通列車や荷物列車の牽引機として活躍したが、特に、新線に切り替えられる直前の旧線時代の矢立峠越えの区間（秋田・青森県境）などでD51形とともに使用され、鉄道ファンの注目を集めた。
最後の運用地は九州の日豊本線だが、動態保存のためにC61 2が1972年（昭和47年）に梅小路機関区に転属。残る5両も1974年（昭和49年）の宮崎電化までに大半が運用を離脱し、最後の1両 (C61 18) も1974年（昭和49年）に運用を外れ、1975年（昭和50年）1月に用途廃止された。

### 改造
新製配備時から1970年（昭和45年）の鹿児島本線の全線電化完成による廃車時までを九州・鹿児島本線筋で過ごした6両（C61 12・13・14・31・32・33。鳥栖機関区 → 鹿児島機関区）のうちの1両であるC61 13には、1954年（昭和29年）の全般検査時に、鹿児島工場において、前方へ傾いた類似型門鉄デフ（正確には、いわゆる鹿児島工場式デフ）が装着された。
常磐線・東北本線に新製配置された車両では、1964年（昭和39年）ごろから電化区間の延伸により、前灯脇にシールドビームの副灯LP405形を取り付けた。これ以外の改造としては青森機関区所属車を中心に1960年代前半以降、補機運用や逆行運転時に備えて機関車前部へも暖房用蒸気管を引き通す工事を実施したほか、煙突周囲に補助除煙板を設けたものがあった。
また、一部の車両は、D50形の先台車脱線対策として、D50形が装備していたスポーク車輪を本形式の先台車第2軸に使われているディスク車輪と振り替える工事が実施された。

## 保存機

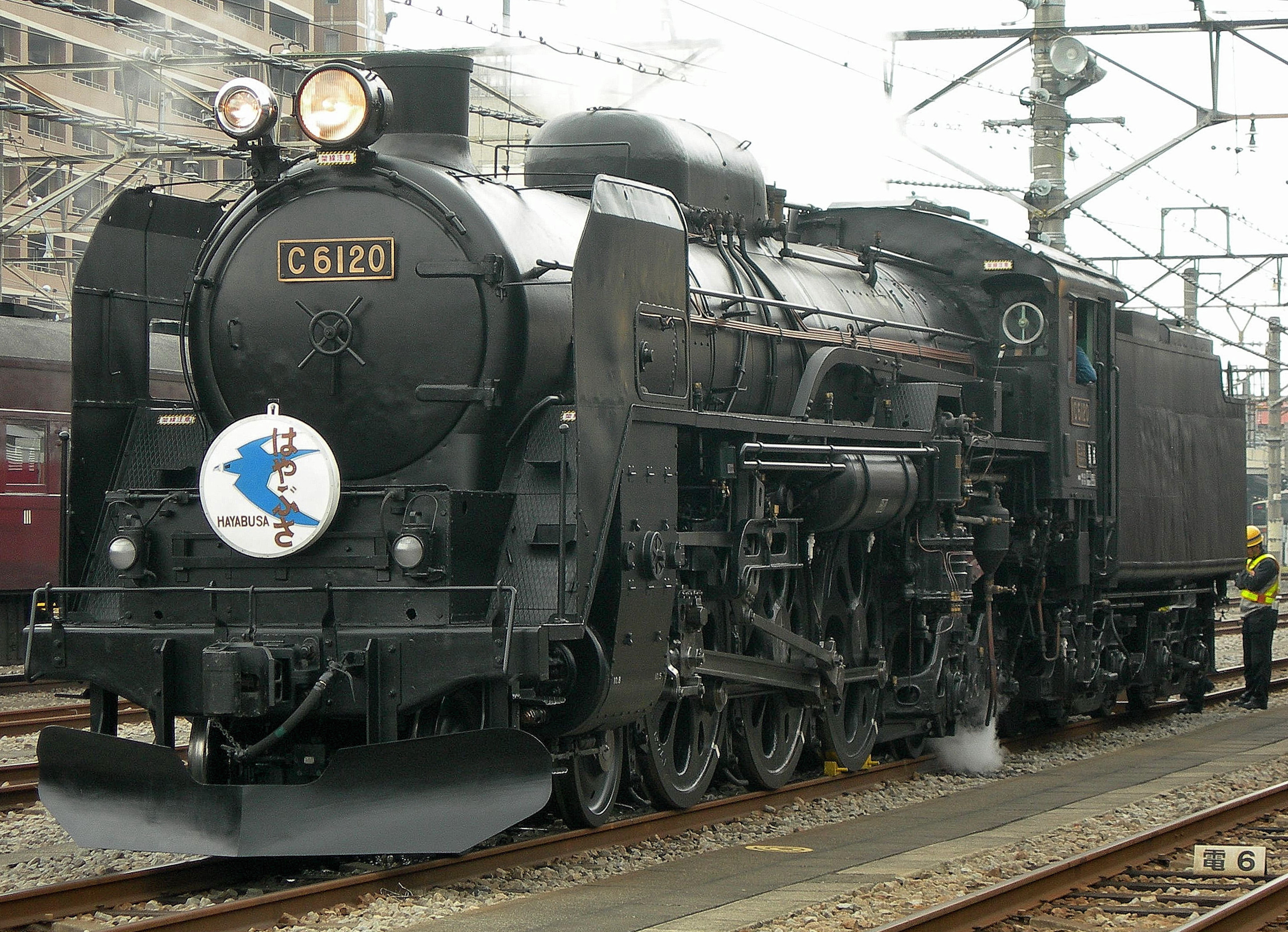
復元工事が終了し、高崎車両センターで一般公開されたC61 20

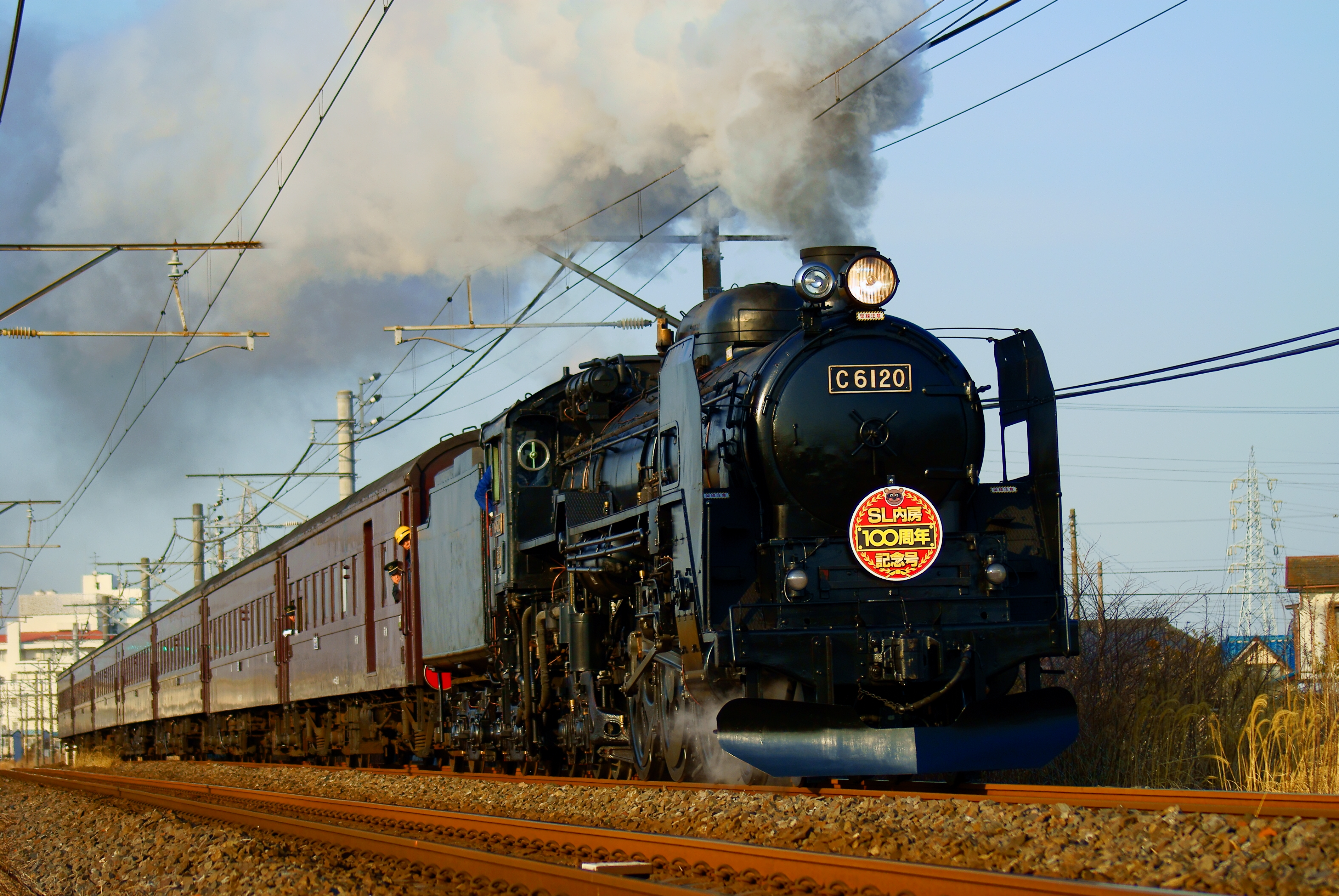
力行するC61 20（快速SL内房100周年記念号、2012年2月10日撮影）

あわせて4両が保存されているが、動態保存機2両、静態保存機2両（うち部分保存機1両）で、完全なものは動態保存の方が多い。すべて三菱製。

### 動態保存機

#### C61 2
京都鉄道博物館（旧梅小路蒸気機関車館）で動態保存（西日本旅客鉄道（JR西日本）所属）されている。詳細は以下のとおり。
1948年（昭和23年）7月31日竣工として三菱重工業三原工場で製造された（製造番号641）。D51 1109の改造機である。同年9月6日に仙台機関区（現・仙台車両センター）に新製配置され、東北本線や常磐線で使用された。1966年（昭和41年）10月23日に青森機関区（現・青森総合鉄道部）に転属してからは、東北本線や奥羽本線の旅客列車を牽引していた。1971年（昭和46年）10月のダイヤ改正で奥羽本線が電化されたことに伴い、廃車になる予定であったが、検査期限に余裕があったため、同年12月2日に宮崎機関区に転属し、日豊本線で使用された。1972年（昭和47年）9月13日に梅小路機関区（現・梅小路運転区）に転属し、同年10月10日以降は梅小路蒸気機関車館（現・京都鉄道博物館）で動態保存されている。1974年（昭和49年）5月12日に京都 - 姫路間で大阪 - 神戸鉄道開業100周年記念列車「SL白鷺号」を牽引したこともあった。1979年（昭和54年）3月28日に除籍されたが、1987年（昭和62年）3月1日に車籍復活した。しかし、全般検査を受けていないため、本線走行をすることはできない。京都鉄道博物館構内の蒸気機関車体験列車「SLスチーム号」に使用されることもある。2006年（平成18年）、「梅小路の蒸気機関車群と関連施設」として、準鉄道記念物に指定された。2018年（平成30年）7月15日、同博物館「SLスチーム号」運転終了直後の入換作業中に、車止めの解除失念による脱線事故が発生し、本機の先輪が損傷した。この事故以降、本機は現在「SLスチーム号」の運用から外され、稼働していない状況が続いている。

#### C61 20
東日本旅客鉄道（JR東日本）で動態保存されている。1973年（昭和48年）8月28日に除籍されたのち、群馬県伊勢崎市の華蔵寺公園遊園地で静態保存されていたが、2009年（平成21年）12月8日にJR東日本が動態復元することを正式に発表した。2010年（平成22年）1月19日には保存場所から搬出され、大宮総合車両センターにて修復工事を行い、2011年（平成23年）3月31日に復元完了・車籍復帰が行われた。6月4日より上越線高崎 - 水上間で営業運転が開始された。

### 静態保存機
| 画像 | 番号   | 所在地 | 備考                     |
| ---- | ------ | --- | ------------------------ |
|      | C61 1  | 宮城県仙台市 旧東北鉄道学園                                                                                               | 1996年ごろ解体、現存せず |
|      | C61 18 | ※部分保存 （前頭部）福岡県直方市大字頓野550-1 NPO法人「汽車倶楽部」所有 （動輪）福岡県福岡市博多区博多駅前1-10 出来町公園 |                          |
|      | C61 19 | 鹿児島県霧島市国分上小川3819番地 城山公園                                                                                 |                          |